# Mjältbräken
Mjältbräken, Asplenium ceterach, är en växt, närmare bestämt en ormbunke.  
I Sverige förekommer Mjältbräken endast på Gotland, där den upptäcktes första gången 1949 på Grogarnsberget. Förmodligen var den då nyinvandrad till Gotland under 1940-talet. 2002 och 2010 har två nya lokaler upptäckts på Östergarnslandet. Arten klassas som fridlyst och är rödlistad som akut hotad.